# اندلاع إعصار في الولايات المتحدة وكندا عام 1985
كان تفشي إعصار الولايات المتحدة وكندا عام 1985، والمعروف باسم تفشي إعصار باري في كندا، تفشي إعصار كبير حدث في أوهايو وبنسلفانيا ونيويورك وأونتاريو، حدث 44 إعصارًا في تلك الفترة  في أونتاريو، كندا. حيث قُتل 90 شخصًا، منهم 14 في كندا و76 في الولايات المتحدة. يظل هذا أكبر وأشد تفشي للأعاصير على الإطلاق في هذه المنطقة، وأسوأ تفشي للأعاصير في تاريخ ولاية بنسلفانيا من حيث الوفيات والدمار.

## الأعاصير المؤكدة

### نيوتن فولز-نايلز، أوهايو/ويتلاند-هيرميتاج، بنسلفانيا
بدأ هذا الإعصار في شرق أوهايو ومزق مباشرة بلدتي نايلز بولاية أوهايو وويتلاند بولاية بنسلفانيا، أدى إلى حدوث أضرار من الدرجة F5 في كلا الموقعين. ومقتل 18 شخصًا وإصابة 310 آخرين، وكان الأكثر عنفًا وفتكًا من بين 44 إعصارًا سجلت في ذلك اليوم على مقياس فوجيتا F5، ويظل أقصى إعصار مسجل شرقًا في تاريخ الولايات المتحدة، وهو الإعصار الوحيد من هذا النوع في تاريخ بنسلفانيا، وهو آخر إعصار من هذا النوع في أوهايو حتى الآن، وكان أيضًا الإعصار الأكثر عنفًا الذي تم الإبلاغ عنه في الولايات المتحدة في عام 1985.
هبطت الطائرة لأول مرة في أوهايو بالقرب من ترسانة رافينا في مقاطعة بورتاج حوالي الساعة 6:30 مساءً بتوقيت شرق الولايات المتحدة. اكتسبت القوة، وتحركت بسرعة نحو شلالات نيوتن في مقاطعة ترومبول، مما تسبب في أضرار من المستوى F3 إلى F4 في معظم أنحاء المدينة. وقد تضرر أو دمر ما يقرب من 400 منزل بشكل كبير، لم يتم تسجيل أي وفيات في نيوتن فولز، وذلك بفضل استعداد السلطات المحلية للعاصفة وصافرات الإنذار من الأعاصير. دمرت منازل إضافية بالكامل عندما ضرب الإعصار الجانب الشمالي من لوردستاون . واصل الإعصار تقدمه شرقًا ووصلت شدته إلى F5 أثناء شق طريقه عبر الجانب الشمالي من نايلز . ودمرت مئات المنازل في منطقة نايلز، بما في ذلك العديد من المنازل ذات مسامير التثبيت التي جرفتها المياه مع الحطام المتناثر في اتجاه الريح. لقد دمر مركز التسوق Niles Park Plaza بالكامل وجرفته المياه جزئيًا بقوة F5، مع وقوع العديد من الوفيات في ذلك الموقع. وانهارت عوارض فولاذية في مركز التسوق، كما تعرضت دار رعاية قريبة وحلبة للتزلج على الجليد للتدمير. عندما ضرب الإعصار منطقة صناعية في نايلز، تمزقت خزانات تخزين البترول المعدنية الكبيرة التي يبلغ ارتفاعها 30 قدمًا (يزن كل منها 75000 رطل) من مكان تثبيتها وألقيت، وبعضها قذف أو ارتد لمسافات كبيرة. عثر على إحدى الدبابات في منتصف الطريق، على بعد 60 ياردة من مكان انطلاقها. ضعف الإعصار قليلاً عندما شق طريقه عبر الجانب الشمالي من هوبارد ووسط كولبورج ، على الرغم من أن العديد من المنازل الإضافية كانت لا تزال مدمرة في تلك المناطق.
عندما عبر الإعصار حدود الولاية ووصل إلى ويتلاند، بنسلفانيا، كان على بعد نصف ميل (0.8 كم) من مركزها. كم) واسعة واستعادت قوتها F5. دمرت مصنع لشاحنات النقل ذات الهياكل الفولاذية في ويتلاند وجرفته جزئيًا بقوة F5، حيث تم تشويه إطار العارضة الفولاذية للمبنى إلى كومة ودفعه بعيدًا عن الأساس. في منطقة Wheatland Sheet and Tube القريبة، تم تنظيف أجزاء من الرصيف من موقف السيارات، وتركت شظايا من الصفائح المعدنية وشرائح التوجيه محشورة تحت الأسفلت المتبقي. خمسة وتسعين بالمائة من المنطقة التجارية والسكنية في ويتلاند دمرت. وفقًا لبيانات العواصف الصادرة عن الهيئة الوطنية للأرصاد الجوية، فإن دمار المدينة "يشبه دمار ساحة معركة مُدمرة". استمر الإعصار شرقًا، فضعف قليلًا، لكنه ظل عنيفًا وهو يضرب هيرميتاج، مُلحقًا أضرارًا أو دمارًا هائلًا بـ 71 منزلًا، بالإضافة إلى مطار المدينة، ومُدمرًا العديد من حظائر الطائرات والطائرات. لقد عثر على جناح إحدى الطائرات على بعد 10 أميال في ميرسر. وتعرضت أيضًا منشأة أخرى لمعالجة الصلب في هيرميتاج لأضرار بالغة. ثم دمر الإعصار 15منزلًا وألحق أضرارًا بـ 30 منزلًا آخر في منطقة جرينفيلد قبل أن يتبدد أخيرًا.
وفي ولاية أوهايو، كان هذا الإعصار هو الأكثر فتكًا منذ إعصار زينيا F5 خلال تفشي المرض الهائل في 3 أبريل 1974. كما تم تصوير الإعصار بالكاميرا من قبل العديد من السكان.

## الجدول الزمني للعاصفة وتداعياتها
استمر تفشي المرض تقريبًا من قبل الساعة الثانية بعد الظهر بتوقيت شرق الولايات المتحدة، عندما ضرب الإعصار الأول مدينة ويارتون في أونتاريو، حتى بعد الساعة الثانية عشرة صباحًا بتوقيت شرق الولايات المتحدة عندما ضرب آخر إعصار مدينة توبيهانا في ولاية بنسلفانيا. بلغت ذروة تفشي المرض خلال ساعات المساء المبكرة حيث تشكلت أقوى الأعاصير وأكثرها فتكًا في غرب بنسلفانيا وشرق أوهايو.
ضرب أول إعصارين من الفئة F4 مقاطعة إيري غرب خط ولاية بنسلفانيا حوالي الساعة الخامسة مساءً. تحرك الإعصار عبر الطرف الشمالي الغربي لمقاطعة كروفورد ثم دخل مقاطعة إيري بالقرب من بينسايد. بعد أن تسبب في أضرار جسيمة هناك، ضرب الإعصار مدينة ألبيون وسوّى المدينة بالأرض. تم تدمير منطقة مكونة من عشرة مربعات سكنية بالكامل، مما أسفر عن مقتل تسعة أشخاص. أدى الإعصار إلى مقتل ثلاثة أشخاص آخرين في كرينزفيل قبل أن يرتفع. كما بلغ عدد المصابين 82 شخصا، وبلغ إجمالي المباني المدمرة 309 بنايات. هبطت الطائرة الثانية من طراز F4 التي أثرت على مقاطعة إيري بين واتسبورج وكوري في شرق مقاطعة إيري. وقد ضربت العاصفة الطرف الشمالي الغربي لمقاطعة وارن ، قبل أن تعبر إلى نيويورك ، حيث تسببت في بعض الأضرار في مقاطعة تشوتوكوا ، قبل أن تتبدد بالقرب من بنما . بقي الإعصار على الأرض لمدة 28 ميل (45 كـم)، ولكن لم يسفر عن وقوع وفيات.
ضرب الإعصار الأكثر شهرة في هذا التفشي مقاطعة بورتاج، أوهايو، بالقرب من ترسانة الحرس الوطني في رافينا في حوالي الساعة 6:30 مساء وقطع مسافة 47-ميل (76 كـم) المسار عبر نيوتن فولز ، نايلز ، وهوبارد، أوهايو ، قبل الدخول إلى بنسلفانيا. كان هذا هو الإعصار الوحيد من الفئة F5 في الولايات المتحدة في عام 1985، وكان أشد إعصار فتكًا في أوهايو منذ إعصار زينيا من الفئة F5 خلال تفشي المرض في عام 1974.
أدى تفشي المرض إلى وفاة 90 شخصًا في الولايات المتحدة وكندا، وهو أعلى عدد من الوفيات بسبب تفشي المرض منذ تفشي المرض الهائل في عام 1974، وهو الرقم الذي ظل صامدًا حتى تفشي المرض الهائل في عام 2011.

### أعاصير أخرى في الولايات المتحدة
وُصف بأنه "أحد أكثر الأحداث الإعصارية إثارة للإعجاب في القرن العشرين" من قبل عالم الأرصاد الجوية والباحث توماس جرازوليس، وهو إعصار ضخم عالي المستوى من الفئة F4 تم تتبعه لمسافة 69 ميل (111 كيلومتر) عبر غابة كثيفة في وسط بنسلفانيا. في بداية مساره، تعرضت بعض المنازل لأضرار بالغة ودُمرت بعض المباني الخارجية، ولكن بخلاف ذلك، مر الإعصار بالكامل عبر مناطق غير مأهولة بالسكان في غابات موشانون وسبرل الحكومية. قدر المساحون أن مسار الضرر يبلغ عرضه ميلين ونصف على الأقل، مع تدمير أكثر من 90 ألف شجرة. كما تسبب الإعصار في حدوث هزات أرضية أدت إلى تشغيل أجهزة قياس الزلازل المحلية، وحتى رادار الطقس البدائي WSR-57 في ولاية كوليدج التقط ارتفاعًا واضحًا في الانعكاس (يُعرف أيضًا باسم "كرة الحطام")، بسبب الكمية الكبيرة من الأشجار والنباتات الأخرى التي تم اقتلاعها ورفعها في الهواء أثناء مرور الإعصار عبر الغابة شمال الطريق السريع 80.
ضرب ثاني أعنف إعصار في تاريخ ولاية بنسلفانيا مقاطعة ترومبول في ولاية أوهايو ، على بعد أمتار قليلة من خط ولاية بنسلفانيا، وامتد لمسافة 56 ميلاً عبر شمال غرب بنسلفانيا. تم تصنيف الإعصار على أنه F4، وضرب جيمستاون في شمال غرب مقاطعة ميرسر ، وأتلانتيك وكوتشرانتون في جنوب مقاطعة كروفورد ، وكوبرستاون في شمال مقاطعة فينانجو ، ونجا بأعجوبة من مدينة أويل سيتي إلى الشمال قبل أن يتبدد جنوب تيونيستا في غرب مقاطعة فورست.
ضرب إعصار مميت منطقة بيتسبرغ الحضرية. صنف الإعصار على أنه F3، وتتبع مسافة 39 ميلاً عبر شمال مقاطعة بيفر وجنوب مقاطعة بتلر في جنوب غرب ولاية بنسلفانيا، على بعد حوالي 20 ميلاً شمال بيتسبرغ، ونجا بصعوبة من الضواحي الشمالية للمدينة. في مدينة بيج بيفر، قُتل شخصان عندما دُمر مركز بيج بيفر بلازا، بالإضافة إلى أكثر من 100 مركبة في موقف السيارات. على الجانب الآخر من نهر بيفر من ساحة التسوق، لقد دمرت 16 مركبة أثرية في مرآب على طريق ريفر. على الرغم من إعادة بنائه في عام 1987، لم تتعاف الأعمال التجارية أبدًا في ساحة التسوق، التي تظل شاغرة اليوم. في بلدة نورث سيويكلي، ضرب الإعصار تقاطع الطريقين السريعين PA 65 و PA 588، مما أدى إلى تدمير مسرح Spotlight 88 Drive-In، ومحطة وقود، وثلاثة منازل، ومنشأتين تجاريتين أخريين. لم يتم إعادة بناء مسرح السيارات أبدًا، ويُستخدم الموقع اليوم كسوق Spotlight 88 Flea Market. في مقاطعة بتلر، عبر الإعصار الطريق السريع 79، حيث قذف بشاحنة متجهة جنوبًا على بعد ربع ميل من الطريق السريع. وكان هناك عملية أخراج للعائلة المكونة من أربعة أفراد داخل الشاحنة، لكنهم نجوا. لقد دمر متنزه مقطورات بالقرب من مدينة إيفانز، ومقطورة أخرى على طريق محطة واترز، حيث قُتل شخصان. بالقرب من كاليري، دمر 40 منزلاً. وأفاد سكان المنطقة برؤية قطع من الصفائح المعدنية وقطع من العازل الوردي تتساقط من السماء قبل وقت قصير من وصول الإعصار. وفي نهاية مساره، تسبب الإعصار في مقتل مربية أطفال وفتاة صغيرة بالقرب من ساكسونبورج، قبل أن يتبدد بالقرب من سارفر. في المجمل، أدى هذا الإعصار إلى مقتل تسعة أشخاص وإصابة 120 آخرين وتسبب في أضرار تجاوزت قيمتها 10 ملايين دولار في مقاطعة بيفر.
أعلن عن ثلاثة أعاصير في نيويورك : اثنان في مقاطعة تشوتوكوا، وواحد في مقاطعة سانت لورانس. عبر الإعصار الأول، المصنف F4، إلى نيويورك من مقاطعة إيري في بنسلفانيا ، وتتبع مسافة 28 ميلاً (16 في بنسلفانيا، و12 في نيويورك)، وضرب كليمر وهارموني في جنوب غرب مقاطعة تشوتوكوا قبل أن يتبدد. ضرب الإعصار الثاني، المصنف F3، جنوب شرق مقاطعة تشوتاوكوا وامتد لمسافة 13 ميلاً، وضرب كيانتون وكارول وبولندا ، ونجا بأعجوبة من جيمستاون إلى الشرق. ضرب الإعصار الثالث، المصنف F1، شمال مقاطعة سانت لورانس، وكان ناتجًا عن عاصفة رعدية هائلة عبرت إلى شمال البلاد من أونتاريو . سار هذا الإعصار على مسافة خمسة أميال، ومر شمال نورفولك.
في المجمل، قُتل 65 شخصًا في بنسلفانيا، وهو ما يظل أعلى عدد من القتلى في اندلاع إعصار في تاريخ بنسلفانيا.

## كندا
معظم النشاط الإعصاري أنتقل في هذه المرحلة إلى جنوب أونتاريو مما أدى إلى ظهور المزيد من الأعاصير (بعضها كان كبيرا). تشكلت هذه الأعاصير حول ممر الطريق السريع 7 بين ليندسي إلى مادوك (جو وليدوك، 1993) بالقرب من بلدات فاغنر ليك (F1 في الساعة 5:40 مساءً)، وريابورو (F1 في الساعة 6:05 مساءً)، وإيدا (F2 في الساعة 6:20 مساءً)، ورايس ليك (F3 في الساعة 6:25 مساءً)، ومينتو (F1 في الساعة 6:35 مساءً). كانت مسارات معظم هذه الأعاصير أقصر من مسارات الأعاصير السابقة، ولم تحظَ بنفس القدر من الاهتمام الإعلامي الذي حظيت به الأعاصير السابقة وربما كان ذلك نتيجة لحقيقة مفادها أنها لم تتح لها الفرصة لإحداث قدر كبير من الضرر.
في الوقت الذي لامست فيه هذه الأعاصير الأكثر شرقية الأرض، تطورت عاصفة رعدية أخيرة أكثر عزلة بالقرب من ميلفرتون في مقاطعة بيرث الشرقية والتي أدت إلى ظهور إعصار في الساعة 6:15 مساءً. ظل هذا الإعصار على الأرض لمدة خمسة عشر دقيقة تقريبًا، وتتبع مسارًا 33-كيلومتر (21 ميل) مسار الأضرار المتفرقة من الفئة F3 (خاصة للمباني الخارجية) من ألما شرقًا إلى شمال شرقًا باتجاه منطقة هيلزبرغ . كان مسارها موازيًا تقريبًا لإعصار جراند فالي/توتنهام قبل ساعتين فقط.

### العاصفة العملاقة هوبفيل-باري

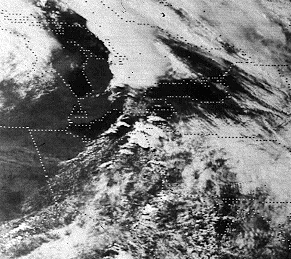
صورة الأقمار الصناعية تظهر بوضوح أثناء دخول الإعصار إلى باري

وفي نفس الوقت تقريبًا الذي انحسر فيه إعصار رأس الأسد، تطورت عاصفتان رعديتان شديدتان للغاية (ومن المرجح أن نشأتهما، جزئيًا على الأقل، بسبب التقارب بين نسيم البحيرة): واحدة إلى الشرق من كلينتون وأخرى أبعد إلى الشمال، في منطقة ووكرتون. من المتوقع أن تتحول هاتان الخليتان العملاقتان إلى زوج من العواصف المدمرة خلال الساعة القادمة، ومن المرجح أن تكونا أكثر العواصف إنتاجًا للأعاصير في تاريخ كندا حتى الآن.
ضرب الإعصار الثاني لهذا اليوم جنوب هوبفيل حوالي الساعة 3:45 مساءً، مما تسبب في بعض الأضرار المحلية من المستوى F3 على طول مساره. ارتفع هذا الإعصار بعد مسافة 17-كيلومتر (11 ميل) المسار، ولكن إعصار آخر تشكل بسرعة إلى الشمال مباشرة من كوربيتون، في مقاطعة دافرين الشمالية، في حوالي الساعة 4:15 مساءً. لقد بقيت فوق المناطق الريفية طوال معظم 40-كيلومتر (25 ميل) المسار، تعرضت بعض المنازل (خاصة في منطقة تيرا نوفا ومانسفيلد ) لأضرار من الدرجة F3. وبعد فترة وجيزة من تبدد هذا الإعصار، كانت هناك تلميحات لهبوط قصير آخر بالقرب من أنجوس في منطقة تدريب بلاك داون بارك في قاعدة بوردن للقوات الكندية (شمال أليستون ). وكان الإعصار التالي هو الأخير في هذه العاصفة، لكنه كان الأكثر شهرة. تشكلت في جنوب مقاطعة سيمكو ( بلدة إيسا )، على بعد أقل من 10 كيلومتر (6.2 ميل) جنوب غرب الطريق السريع 400 وحدود مدينة باري.
في حوالي الساعة الرابعة عصرًا، انقطعت كل الطاقة الكهربائية في باري، حيث أدى إعصار جراند فالي/توتنهام إلى تدمير محولات الطاقة الكهرومائية الرئيسية، جنوب غرب المدينة (ليجراند، 1990). لم يكن سوى عدد قليل من السكان على دراية بالإعصار، سمح للعديد من الأشخاص بمغادرة أعمالهم قبل 30 إلى 45 دقيقة من وصول العاصفة بسبب انقطاع التيار الكهربائي. ولولا هذا لكان عدد القتلى أعلى. أدى الإعصار المكثف في البداية إلى تدمير مزرعة غابات الصنوبر. حوالي 10-متر (33 قدم) وقطع الأشجار التي يبلغ ارتفاعها 2-متر (6 قدم 7 بوصة) المستوى. في هذه المرحلة كان مسار الضرر حوالي 600 متر (2,000 قدم) واسعة، تتحرك بثبات نحو الشرق والشمال الشرقي. ثم دخلت الجزء الجنوبي من باري قبل الساعة الخامسة مساء بقليل. كانت الرؤية منخفضة للغاية حيث كان الإعصار محاطًا بالمطر الغزير والغبار. حدثت أضرار واسعة النطاق من الفئة F3 وأضرار محلية من الفئة F4 في كتلة مربعة كاملة من المنازل في منطقة شارع كروفورد وشارع باترسون. قُتل خمسة أشخاص في المنطقة لأن بعض المنازل هناك لم تكن مبنية بشكل جيد، وبالتالي انهارت بعد دفعها من أساساتها. وقد وقعت معظم الوفيات في منازل لا تحتوي على أقبية، حيث نتجت الإصابات في الرأس والصدر عن التعرض المتزايد للحطام المتطاير.
ضرب الإعصار مجمعًا صناعيًا (كان يُعرف آنذاك باسم مولسون بارك ). توفي شخص واحد في منشأة لتجديد الإطارات بينما دمرت ما لا يقل عن خمسة عشر منشأة أخرى (بروينمان، 2010). كانت العوارض الفولاذية ملتوية الشكل، كما تم العثور على شظايا من الخشب مدفونة في الجدران الخرسانية القريبة. ثم اتجه الإعصار إلى عبور الطريق السريع 400 عند تقاطع طريق إيسا ( الطريق السريع 27 سابقًا)، وكاد أن يصل إلى مضمار سباق باري إلى الجنوب. تعرض المدرج لأضرار بالغة ودُمرت عدة حظائر قريبة. قُتل رجل بعد أن تم سحبه خارج سيارته المتوقفة في ساحة انتظار مجاورة (بروينمان، 2010). سقطت عدة مركبات كانت تسير على الطريق السريع 400 في الحفرة، ونجا سائقوها بإصابات طفيفة فقط. تم العثور على حواجز الطرق السريعة ملفوفة حول أعمدة الهاتف القريبة. كما تم العثور على العديد من السيارات بها ثقوب في إطاراتها بسبب الحطام المتطاير. عندما عبر الإعصار الطريق السريع، انتقل إلى منطقة ألانديل.
وتعرضت العديد من المنازل هناك لأضرار بالغة، مع فقدان جزء كبير من طوابقها العليا. بحلول هذا الوقت، كان مسار الإعصار قد ضاق إلى حوالي 300 متر (980 قدم) . انتقل المسار من ديبرا كريسنت إلى جوان كورت مع أضرار أكثر شمولاً. بالقرب من برج الهلال، ضاق المسار إلى مسافة صغيرة نسبيًا تبلغ 50 متر (160 قدم) . على طريق بريار، تعرضت المنازل لأضرار طفيفة فقط، مما يشير إلى أن الإعصار قد ضعف، ولكن الطريق المجاور شرقًا، تريليوم كريسنت، تعرض لأضرار جسيمة مما يشير إلى أنه قد تعزز مرة أخرى. تم تدمير أربعة مستودعات بالقرب من الطريق السريع رقم 11 . ثم ضربت منطقة Tollendal Woods وMines Point ، مما أدى إلى تدمير Brentwood Marina وتقسيم فرعي قريب. قُتل صبي في هذه المنطقة أثناء محاولته العودة إلى منزله بالدراجة (بروينمان، 2010). تم إلقاء أكثر من ثلاثين قاربًا، مصحوبة بمراسيها الخرسانية، في بحيرة سيمكو ولم يتم استعادتها أبدًا. ثم انتقل الإعصار إلى خليج كيمبنفيلت حيث أصبح عبارة عن عمود مائي لفترة وجيزة قبل أن يضعف بشكل كامل. اقتربت كثيرا من الشاطئ المقابل، لكن لم يتم الإبلاغ عن وقوع أضرار هناك. ومع ذلك، تم العثور في وقت لاحق على كميات كبيرة من حطام المدينة عائمة في الخليج. وعلى الرغم من طول مسار الإعصار القصير نسبيًا (أقل من 10 كيلومتر (6.2 ميل) )، توفي ثمانية أشخاص في باري وأصيب 155 آخرون، وتضرر أو دمر ما يصل إلى 300 منزل.

### عاصفة رعدية عملاقة في وادي جراند-توتنهام

دوبلر مدينة الملك في الساعة 4:20 مساءً؛ هناك إعصاران كبيران على الأرض هنا

أنتجت العاصفة التي تطورت في البداية شرق كلينتون إعصارًا جديدًا على بعد بضعة كيلومترات شمال آرثر بحلول الساعة 4:15 مساءً. تم تدمير العديد من خطوط الكهرباء وأبراج الطاقة الكهرومائية في وقت مبكر من عمرها (بما في ذلك تلك المستخدمة لتوصيل الكهرباء من محطة بروس لتوليد الطاقة النووية إلى الأجزاء الشمالية والغربية من منطقة تورنتو الكبرى). اتسع نطاق الإعصار بسرعة، واشتدت حدته ووصل إلى أبعاد عنيفة بحلول الوقت الذي وصل فيه إلى مجتمع مفترق الطرق الصغير في جراند فالي قبل الساعة 4:30 مساءً بقليل. في تلك المرحلة كان مسار الضرر الذي أحدثه الإعصار حوالي 200 متر (660 قدم) عرضًا.
تسبب الإعصار في أضرار جسيمة في البلدة الصغيرة، حيث قُتل شخصان. وقد توفيت امرأة مسنة كانت تزورنا من اسكتلندا عندما دمر المنزل، كما لقي رجل حتفه داخل شاحنته الصغيرة في مزرعة قريبة (بروينمان، 2010). وقد تم العثور على أسوأ الأضرار على طول شارع أمارانث (الممتد من الغرب إلى الشرق، بالتوازي مع مسار الإعصار) حيث تعرضت المكتبة المحلية وثلاث كنائس والعديد من المنازل الأخرى لأضرار بالغة. بلغ إجمالي الأضرار التي لحقت بالمباني حوالي ستين مبنى. وكان الضرر الأكثر خطورة على الجانب الشمالي من الشارع، حيث أظهرت بعض المنازل أضرارًا كلاسيكية من طراز F4. تم العثور على سقف المكتبة على بعد حوالي 200 متر في منزل قريب (Bruineman، 2010).
واستمرت العاصفة شرقا عبر منطقة أكثر انفتاحا، ثم ضربت الضواحي الشمالية لمدينة أورانجفيل بعد حوالي خمسة عشر دقيقة (جرازوليس، 2001) حيث انهار الجزء الجنوبي من مركز مونو للتسوق بالكامل (مما أدى إلى إصابة 67 شخصا، أحدهم إصابته خطيرة). ثم تسبب في أضرار جسيمة لنحو خمسين مبنى (كثير منها تم بناؤه مؤخرًا) على مسافة حوالي 2 كيلومتر (1.2 ميل) جنوب مدينة توتنهام حوالي الساعة 5:00 مساءً. توفي شخصان آخران هنا، حيث سحق رجل مسن تحت سقيفة معدات في مزرعته، وقُتلت امرأة في منزلها (بروينمان، 2010). واصل الإعصار التحرك باتجاه الشرق والشمال الشرقي، عابرًا الطريق السريع 400 إلى منطقة يورك. لقد كاد أن يمر بمدينتي نيوماركت وبرادفورد قبل أن يرتفع غرب جبل ألبرت في الساعة 5:25 مساءً، بطول مسار يزيد عن 100 كيلومتر (62 ميل) ، وبالتالي أصبح رقمًا قياسيًا كنديًا لا يزال قائمًا حتى يومنا هذا. عندما نُشرت أقدم خرائط مسارات الأعاصير في العام التالي، أظهرت أن هذا الإعصار على وجه الخصوص قد سار لمسافة ضعف المسافة تقريبًا نحو منطقة بيتربورو قبل أن يتبدد. وفي السنوات الأخيرة ثبت عدم صحة هذه النظرية، ومن المرجح أن هذه العاصفة العملاقة كانت دورية أيضًا.

## العواقب
قُتل تسعون شخصاً وجُرح 281 آخرون، كما دُمر ما يقرب من ألف شركة ومنزل (جرازوليس، 2001). ظل مئات آخرون عاطلين عن العمل إلى حد كبير نتيجة للأضرار الهائلة التي لحقت بالمجمع الصناعي في باري. من بين 605 منازل في مسار هذه الأعاصير، أصبح حوالي ثلثها غير صالح للسكن. ومن بين الأمثلة الأكثر إثارة للصدمة حالة رجل أعمى من منطقة أورانجفيل حيث عانى منزله من مصير مماثل، بعد عشرين عاماً من البناء المضني (ليجراند، 1990). ومع ذلك، في الساعات التي أعقبت الحدث، تجمع جنود من شركتي "ب" و"ف"، وقوات الغابات الرمادية وسيمكو، وقاعدة القوات الكندية في بوردن، في باري للمساعدة في مسح المناطق الأكثر تضرراً في المدينة. وبالمصادفة، نجا الأخير بصعوبة بالغة من إعصار في ذلك اليوم، حيث هبط مؤقتًا في منطقة تدريب بلاك داون بارك قبل أن يرتفع مرة أخرى ويمر فوق مئات من الأحياء المتزوجة. كما تبرعت مكتبة جراند فالي (التي سوّتها عاصفة إعصار من الدرجة الرابعة بالأرض) بالكتب، كما تبرعت شركة نقل محلية في باري بألواح خشبية حتى يتمكن الناجون من إنقاذ ممتلكاتهم.
كان هناك إعادة لبناء معظم وادي جراند بالكامل بحلول أغسطس 1986، أي بعد مرور عام بقليل. فتح مصنع النسيج، ألباري (أحد المصانع الاثني عشر التي دمرها إعصار باري بالكامل) أبوابه مرة أخرى خلال العام التالي. ومع ذلك، لا تزال هناك حتى يومنا هذا تلميحات من الماضي حول الأعاصير التي حدثت في ذلك اليوم. لا تزال بعض المناطق المشجرة المتضررة عبارة عن فوضى عارمة، ولا تزال بعض الحطام العشوائي متناثرًا في الأدغال إلى الشرق من الطريق السريع 400 في باري. وصلت تكلفة الأحوال الجوية القاسية في أونتاريو وحدها إلى ما يقدر بنحو 200 مليون دولار كندي (بالدولار الكندي غير المعدل، 1985). وبمقارنة قيمتها بالدولار الكندي اليوم، والتي تصل إلى نحو 390 مليون دولار كندي، كانت الكارثة باهظة التكلفة بالفعل (ليجراند، 1990). يُعد تفشي هذا الإعصار من بين تفشي الأعاصير في جنوب أونتاريو عام 2005 والعاصفة الجليدية عام 1998 كواحدة من الكوارث الجوية الأكثر تكلفة التي ضربت أونتاريو. وقد قدر علماء المناخ أن احتمال اندلاع موجة من الطقس القاسي واسعة النطاق وكارثية مثل هذه، والتي تحدث في هذا الشمال والشرق في أمريكا الشمالية مرة أخرى، هو واحد من 75 ألف (جرازوليس، 2001).
في مساء يوم 31 مايو 1985، ضرب إعصار F1 منطقة بعيدة إلى الشرق من الأعاصير الأخرى من ذلك اليوم في حوالي الساعة 8:10 الساعة 11:00 مساءً، بالقرب من بحيرة جريبن، على بعد حوالي 35 كيلومترًا شمال شرق كينغستون، أونتاريو . وهذا يجعلها "الإعصار الرابع عشر المفقود والموجود".